# Аберкромби, Джо
Джо Аберкромби (англ. Joe Abercrombie; род. 31 декабря 1974, Ланкастер, Англия) — английский писатель-фантаст. Автор трилогии «Первый Закон».

## Биография
Окончил Ланкастерскую королевскую среднюю школу и Университет Манчестера, где учился на факультете психологии. После окончания университета начал работать на телевидении, а затем монтажёром-фрилансером. В перерывах между работами начал писать свой первый роман «Кровь и железо» (англ. The Blade Itself) в 2002 году, который закончил в 2004. Роман был опубликован издательством Gollancz в 2006 году, после чего Аберкромби написал оставшиеся две части трилогии «Первый закон»: «Прежде чем их повесят» (англ. Before They Are Hanged) и «Последний довод королей» (англ. Last Argument of Kings). Дважды его романы признавались «книгами года» посетителями популярного тематического ресурса SFF World. В 2008 году Джо участвовал в телевизионном проекте BBC World of Fantasy вместе с такими писателями как Майкл Муркок, Терри Пратчетт, Чайна Мьевиль. В настоящее время проживает в городе Бат графства Сомерсет с женой и тремя детьми.
В 2019 году, после трёхлетнего перерыва, начал выпуск новой трилогии «Эпоха Безумия». Новые романы рассказывают о мире «Земного Круга», вступившем в индустриальную эпоху. Первый роман цикла, «Немного ненависти» вошёл в список рекомендаций журнала «Локус» и стал лучшим романом 2019 года по версии сайта «Лаборатория фантастики».
О творчестве Аберкромби тепло отзывались такие писатели как Джордж Мартин, Робин Хобб и Анджей Сапковский.

### Интервью
- Humorous interview with Joe Ambercrombie at SF Signal, conducted by Lucien E. G. Spelman, June 19th, 2009
- Interview with Joe Abercrombie at Neth Space Архивная копия от 8 июля 2011 на Wayback Machine
- Interview with Joe Abercrombie Архивная копия от 27 ноября 2009 на Wayback Machine conducted by Pat’s Fantasy Hotlist, 7 December 2006
- Interview with Joe Abercrombie Архивная копия от 13 марта 2008 на Wayback Machine conducted by SFX Magazine, 30 April 2007
- Interview with Joe Abercrombie Архивная копия от 5 марта 2009 на Wayback Machine with Aidan Moher at Dribble of Ink, 31 July 2007, перевод на русский
- Interview with Joe Abercrombie Архивная копия от 22 июня 2008 на Wayback Machine with Aidan Moher at Dribble of Ink, 11 February 2008, перевод на русский
- Article written by Joe Abercrombie on his influences, by SFcrowsnest, 1 March 2008